# Giuliano Tullio
Giuliano Tullio (San Donato Val di Comino, 29 marzo 1939 – Cassino, 16 novembre 2024) è stato uno scenografo italiano.

## Biografia
Attivo come scenografo progettista presso la RAI dal 1960, dal 1970 effettivo a tempo indeterminato.

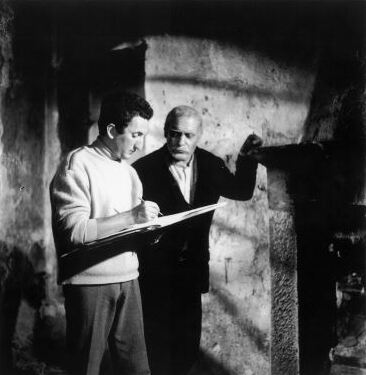
Turi Ferro (a destra) con Giuliano Tullio (a sinistra)

Tra le sue principali produzioni cui ha prestato la sua esperienza si ricordano: Graziella, miniserie televisiva del 1961 per la regia di Mario Ferrero, basata sull'omonimo romanzo di Alphonse de Lamartine; Tutto è musica, varietà musicale del 1962; alcuni episodi di Ritorna il tenente Sheridan del 1963; vari episodi della serie Vivere insieme del 1965; lo sceneggiato Il vecchio e il faro (1965); Il drago (1966) basato sul dramma di Evgenij L'vovič Švarc; l’opera lirica Orfeo (1967), di Claudio Monteverdi, con scene ispirate agli affreschi di Giulio Romano a Palazzo Te di Mantova e trasmessa sul Programma Nazionale; la serie I racconti del faro (1967); lo spettacolo musicale Senza rete (1968); lo sceneggiato Il segreto di Luca (1969) per la regia di Ottavio Spadaro, con Turi Ferro, basato sul romanzo di Ignazio Silone. 
Nel 1972 ha realizzato le scenografie di un ciclo di sei commedie realizzate da Peppino De Filippo presso il Teatro del Mediterraneo di Napoli; nel 1974 ha curato la scenografia di Beatrice Cenci di Alberto Moravia per la regia di Marco Leto.
Ha realizzato le scenografie del programma di medicina Check up a partire dal 1977. Degli anni ’80 e ’90 le sue scenografie di Il mercato del sabato e del programma per ragazzi Big!.
Nel 1974 è stato vincitore del concorso a cattedra per l'insegnamento di discipline geometriche-architettoniche, posizionandosi ai primi posti della graduatoria nazionale.

## Elenco delle produzioni

### Film e sceneggiati
- Graziella (1961), regia di Mario Ferrero (aiuto scenografo)
- La brocca rotta di Kleist (1961), regia di Sandro Bolchi (aiuto scenografo)
- I due Ivan (1962) di Gogol, regia di Mario Ferrero (aiuto scenografo)
- 5 racconti di G. Marotta (1962) ridotti da P. L. Vandone, regia di Giuseppe Di Martino (aiuto scenografo)
- Giochi per Claudio - l'Apocolocyntosis o Ludus de morte Claudii (1962), traduzione e riduzione di Ettore Paratore e Benny Lai, con Silvano Tranquilli, Tino Carraro, Gianni Bonagura, dal teatro di Ostia Antica, regia televisiva di Giuseppe Di Martino
- Le gocce (1962), di Fabio Storelli, regia di Edmo Fenoglio (aiuto scenografo)
- Delitto e castigo (1963), regia di Anton Giulio Majano (in collaborazione con Nicola Rubertelli)
- A morire c'è sempre tempo (1963), regia di Flaminio Bollini
- Le anime morte (1963), regia di Edmo Fenoglio (aiuto scenografo)
- Ritorna il tenente Sheridan (1963), regia di Mario Landi
  - La città accusa (1963), regia di Mario Landi
- Legittima difesa (1964), regia di Marcello Sartarelli
- Un espresso per San Francisco (1964), regia di Enrico Colosimo
- Le inchieste del commissario Maigret (1964), regia di Mario Landi (aiuto scenografo di Sergio Panieri)
- Qualcosa per… oggi (1964), episodio della serie TV Vivere insieme[2][3], regia Guglielmo Morandi[4]
- Il sale della terra (1965), episodio della serie TV Vivere Insieme, regia di Giacomo Colli[5]
- La mamma dice delle cose (1965), episodio della serie TV Vivere Insieme, regia Guglielmo Morandi[4]
- Quando ne avrà ventuno (1965), episodio della serie TV Vivere Insieme, regia di Alberto Negrin
- Questa sera parla Mark Twain (1965), regia di Daniele D'Anza (aiuto scenografo di Nicola Rubertelli)
- Un bambino (1965), originale televisivo di Belisario Randone, regia di Alessandro Brissoni
- La figlia del capitano (1965) di Puškin, regia di Leonardo Cortese (aiuto scenografo)
- La tua giovinezza (1965), di Denys Amiel, con Paola Pitagora, Andreina Pagnani, Massimo Girotti, regia di Anton Giulio Majano
- Dove è amore è Dio (1966), tratto dalla novella di Lev Tolstòj, con Giuseppe Pagliarini, Franco Angrisano, regia di Luigi Perelli
- Luisa Sanfelice (1966), regia di Leonardo Cortese (aiuto scenografo)
- Savina (1966), con Elena Cotta, Lino Troisi, Carlo Alighiero, Diego Michelotti, regia di Sergio Velitti
- Ditelo Voi (1967), original televisivo di Alessandro Brissoni
- La fiera della vanità (1967), regia di Anton Giulio Majano (aiuto scenografo di Nicola Rubertelli)
- Week-end (1967), regia di Alessandro Brissoni
- La versione Browning (1967), regia di Ottavio Spadaro
- Una brava persona (1967), regia di Alessandro Brissoni
- L'imbriago de giudizio (1968), regia di Carlo Lodovici
- Sposarsi non è facile (1968), regia di Vescovi
- Il segreto di Luca (1969), tratto dall'omonimo romanzo di Ignazio Silone, regia di Ottavio Spadaro
- La brava gente (1969), regia Giuseppe Fina[6]
- La polizia (1969), tratto dalla novella di Sławomir Mrożek, regia di Dante Guardamagna
- L'uomo dal fiore in bocca (1970), con Vittorio Gassman, regia di Maurizio Scaparro
- Le donne balorde, 4 episodi su 5 della serie televisiva di Franca Valeri, regia di Giacomo Colli:
  - La cocca rapita (1970) con Pippo Franco
  - La ferrarina taverna (1970)
  - Una stupenda intervista (1970)
  - Il ventesimo ferragosto (1970)
- La rivolta dei decabristi (1970), regia di Marco Leto (aiuto scenografo di Nicola Rubertelli)
- Quando la luna è blu (1971), di Hugh F. Herbert, con Nando Gazzolo, regia di Enrico Colosimo[7]
- La casa di Bernarda Alba (1971), con Sarah Ferrati, Nora Ricci, Cesarina Gheraldi, regia di Daniele D'Anza (aiuto scenografo)
- Pendolari alla rovescia (1971), regia di Toni De Gregorio
- L'incendio (1972), con Nando Gazzolo, regia di Claudio Fino
- Il rumore (1973), di Giuseppe Cassieri, regia di Dino B. Partesano[8], episodio de I racconti italiani, seconda serie
- Un nemico del popolo (1973), tratto da un dramma di Henrik Ibsen, regia di Sandro Sequi
- L'estro del poeta (1973), di Eugène O`Neill con Arnoldo Foà, regia di Enrico Colosimo[9]
- Philadelphia Story (1974), con Massimo Dapporto, Maurizio Merli, Jacques Sernas, Ernesto Calindri, regia di Maurizio Ponzi[10]
- Beatrice Cenci (1974), regia di Marco Leto
- L'invitto (1975), regia di Gian Pietro Calasso, per la serie I racconti di Ernest Hemingway, scene in collaborazione con Paolo Petti
- I killer (1975), regia di Gian Pietro Calasso, per la serie I racconti di Ernest Hemingway, con Roberto Chevalier, Vittorio Mezzogiorno, Ernesto Colli
- Il naso di un notaio (1979), tratto da un romanzo di Edmond About, per la regia di Julio Salinas, per la serie Racconti da camera.
- Un asino al patibolo (1982), di Giuseppe Cassieri, regia di Giuliana Berlinguer
- La cicaliera (1982), di Gilbert Léautier, regia di Andrea Camilleri, con Marisa Fabbri e Renato Carpentieri[11]

### Teatro per la TV
- La tua giovinezza (1964), 3 atti di Denis Amiel, regia di Anton Giulio Majano
- La foresta di Arden (1964) di William Shakespeare, regia di Enrico Colosimo
- Faust a Manhattan (1965) di Mario Nascimbene, regia di Sandro Bolchi (aiuto scenografo)
- Recital di Magda Oliviero (1965), regia di Lelio Golletti
- L'elisir d'amore (1967) di Gaetano Donizetti, regia di Fernanda Turvani (aiuto scenografo)
- Il drago (1968), dramma di Evgenij Schwarz, con Ottavia Piccolo, Eros Pagni, Giancarlo Zanetti, Omero Antonutti, regia teatrale di Paolo Giuranna, regia televisiva di Raffaele Meloni[12]
- L'Orfeo di Claudio Monteverdi (1968), diretto da Raymond Rouleau, regia televisiva di Fernanda Turvani[1] (in collaborazione con Pierluigi Samaritani)[13]
- Il caso Chessman (1968), regia Giuseppe Fina (in collaborazione con Nicola Rubertelli)
- Il profondo mare azzurro (1969), commedia in tre atti di T. Ratingan, regia di Anton Giulio Majano
- L'esperimento (1971), teatro inchiesta, soggetto di Primo Levi, regia di Dante Guardamagna
- Il versificatore (1971), tratto da un racconto di Primo Levi, per la serie I racconti fantastici di Primo Levi (ep.2), con Milena Vukotic, regia di Massimo Scaglione[14]
- Ciclo Peppino De Filippo presso il Teatro del Mediterraneo di Napoli:
  - Il malato immaginario (1972), regia di Romolo Siena, direzione artistica Peppino De Filippo[15]
  - Cupido scherza e spazza (1972), regia di Romolo Siena, direzione artistica Peppino De Filippo[16]
  - Quale onore (1972), regia di Romolo Siena, direzione artistica Peppino De Filippo
  - Don Raffaele Trombone (1972), regia di Romolo Siena, direzione artistica Peppino De Filippo[17]
  - Pranziamo insieme (1972), regia di Romolo Siena, direzione artistica Peppino De Filippo
  - Le metamorfosi di un suonatore ambulante (1972), regia di Romolo Siena, direzione artistica Peppino De Filippo[18]
- Le storie del cavallo (1975), storie dall'Iliade di Omero, regia di Angelo D'Alessandro
- La gatta mammona (1976), di Paolo Poeti e Giancarlo Governi
- Lo sa solo il pesce rosso (1976) di Jean Barbier e Dominique Nohain, regia di Carlo Di Stefano

### Informazione, spettacolo e varietà
- Tutto è musica (1961), direzione musicale di Gianni Ferrio, regia di Fernanda Turvani
- Chitarra amore mio (1965), condotto da Arnoldo Foà, regia di Raffaele Meloni
- Incontro con... (1966), regia di Lelio Golletti
- La voce del cappone, racconti napoletani (1970), con Roberto Murolo, programma musicale a cura e regia di Italo Alfaro
- Di fronte alla legge (1971), regia Toni De Gregorio
- Ma che tipo è? (1973), ideato e condotto da Luciano Rispoli
- Senza rete (edizioni 1974 e 1975), regia di Enzo Trapani
- La culture et l'histoire (1974), corso integrativo di lingua francese a cura di Angelo Bortoloni, con Jacques Sernas, regia di Lucio Testa
- Adesso musica (1975), regia di Piero Turchetti e Luigi Costantini
- Una voce per Viviani (1975), regia di Fernanda Turvani
- Con un colpo di bacchetta (1975), con Tony Binarelli
- Check-up (programma televisivo) (1977 - 1979), di Biagio Agnes
- Dal Foglia al Tronto (1976), con Arnoldo Foà, regia di Luigi Turolla
- Buonasera con... Rita al circo (1979), con Rita Pavone, regia di Romolo Siena
- Obiettivo Sud  (1978 -1980), settimanale di temi meridionali, di Gilberto Marselli e Federico Tortorelli, a cura di Corrado Guerra, regia di Lelio Golletti
- Il bell'indifferente (1982), per la serie Attore solista: Album di monologhi, dedicato a Édith Piaf, con Piera Degli Esposti, di Jean Cocteau.
- Dal Forte Filippo di Porto Ercole (1981)[19], dossier giornalistico sul tema degli incendi dolosi e della speculazione edilizia all'Argentario
- Tango glaciale (1983), regia di Mario Martone
- Un ponte sulla Manica: vent'anni di Beatles (1983), 4 puntate, condotto da Fabrizio Zampa, regia di Giorgio Fabretti
- I balletti di Valeria Lombardi - Trittico (1983), soggetto e coreografia di Valeria Lombardi, regia di Lelio Golletti
- Scusate un istante ma... (1984), programma musicale con Miranda Martino, condotto da Gianni Magni, regia di Gianpaolo Taddeini[20]
- Rock Pop Jazz - La musica degli Inti-Illimani (1991), programma musicale di Alfonso De Liguoro con gli Inti-Illimani in concerto, regia di Valerio Nataletti
- Il mercato del sabato (1992), condotto da Luisa Rivelli

### TV dei ragazzi
- Telecruciverba (1964), condotto da Enza Soldi con la partecipazione di Pippo Baudo.
- Il vecchio e il faro (1965), sceneggiato in tre puntate con Fosco Giachetti e Roberto Chevalier, regia di Angelo D'Alessandro
- Il giornalino di Gianburrasca (1965) di Vamba, regia di Lina Wertmuller (aiuto scenografo di Tommaso Passalacqua)
- Janine (1966), racconti per ragazzi di V. Brignole
- I legionari dello spazio (1966), di Vittorio Metz, regia di Italo Alfaro (aiuto scenografo)
- I racconti del faro (1967), miniserie in quattro puntate con Fosco Giachetti e Roberto Chevalier, regia di Angelo D'Alessandro
- I ragazzi di padre Tobia (1968), regia di Italo Alfaro (alcuni episodi)
- Un pony per Ricky (1968), di Vladimir Lundgren, regia di Italo Alfaro[21]
- Il pirata Taddeo (1968), regia di Lelio Golletti[1][22]
- Le avventure di Ciuffettino (1969), regia di Angelo D'Alessandro
- Hobby (1969), regia di Lelio Golletti
- Primo premio (1970), originale di Philip Levene, regia di Italo Alfaro
- La mossa del cavallo (1982), storie televisive di Enrico Roda, regia di Giacomo Colli
- Big! (1989), regia di Lella Artesi

## Gallerie d'immagini

### Scene e bozzetti

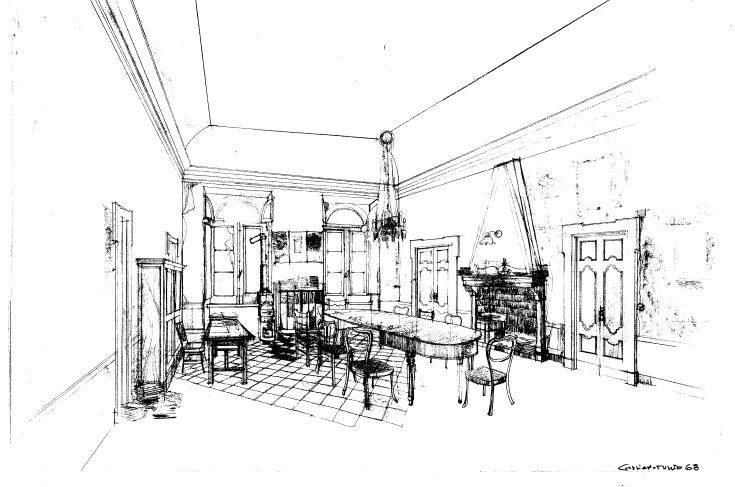
Bozzetto dello sceneggiato "Il segreto di Luca", interno del municipio, ispirato ad interni di San Donato Val di Comino
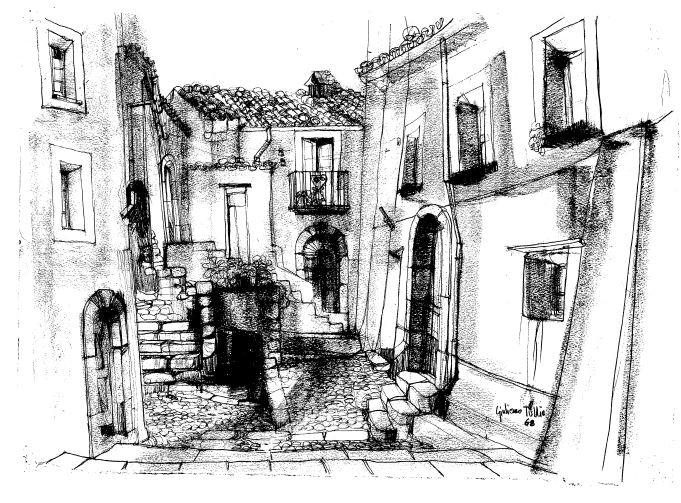
Il segreto di Luca, esterno ispirato ai vicoli di San Donato Val di Comino
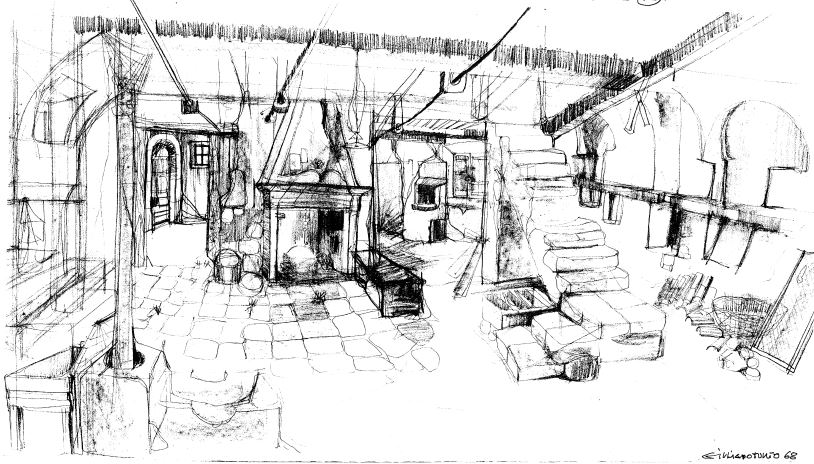
Bozzetto da "Il segreto di Luca", casa di Luca diruta a causa del terremoto della Marsica del 1915
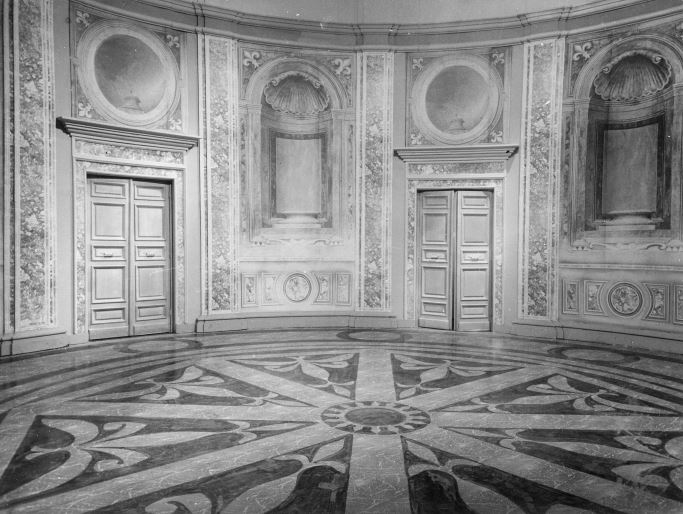
L'Orfeo di Monteverdi
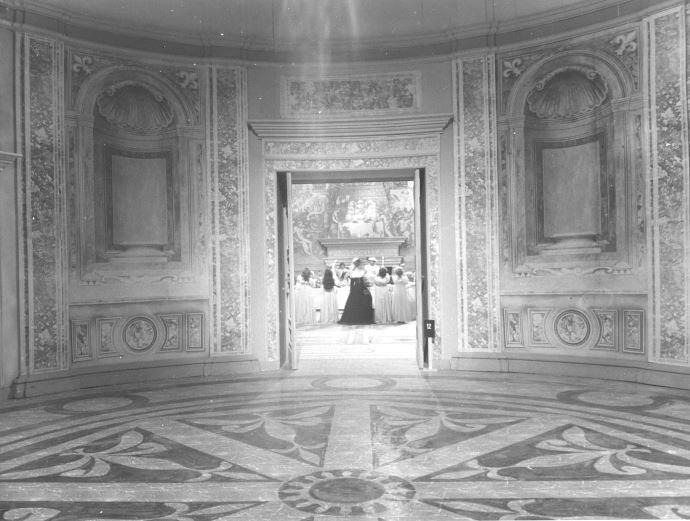
L'Orfeo di Monteverdi
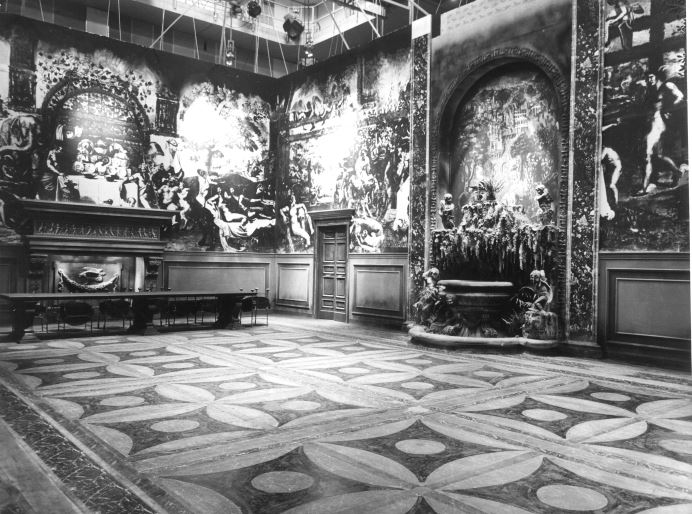
L'Orfeo di Monteverdi
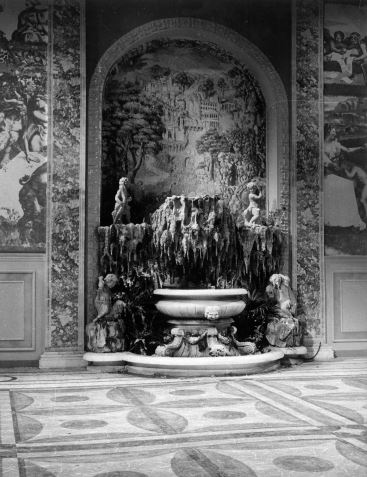
L'Orfeo di Monteverdi
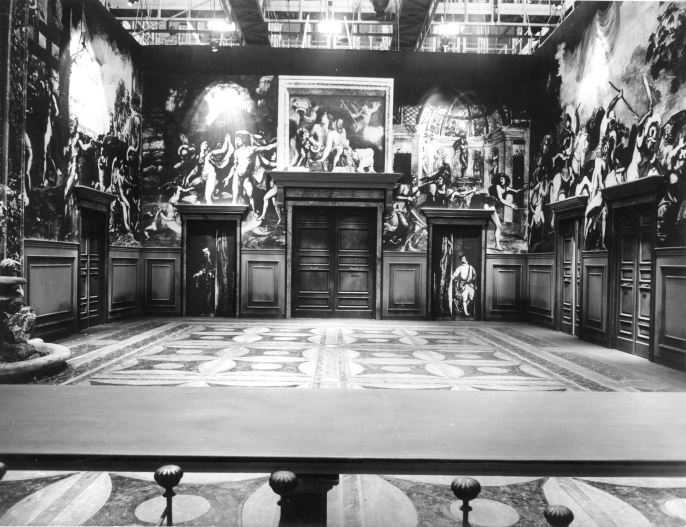
L'Orfeo di Monteverdi
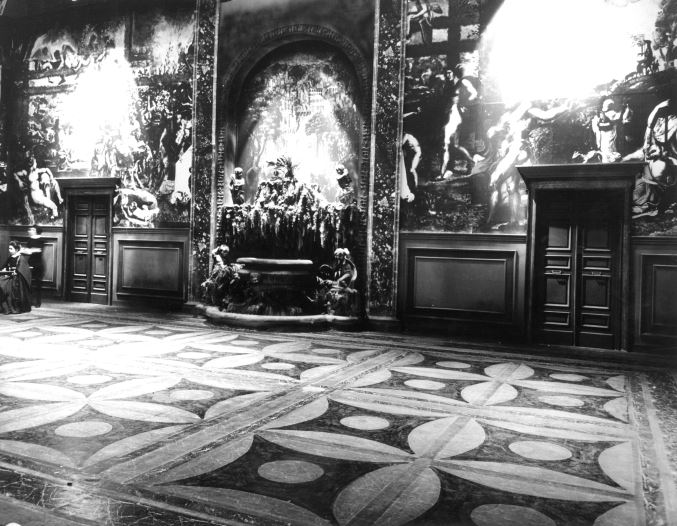
L'Orfeo di Monteverdi
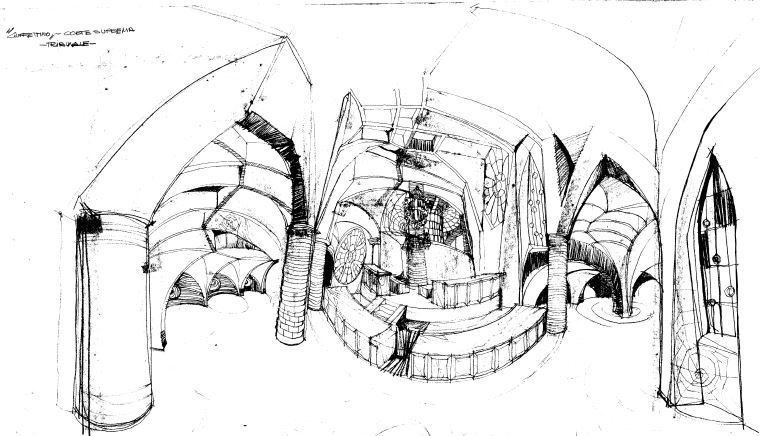
Le avventure di Ciuffettino - Corte Suprema Tribunale
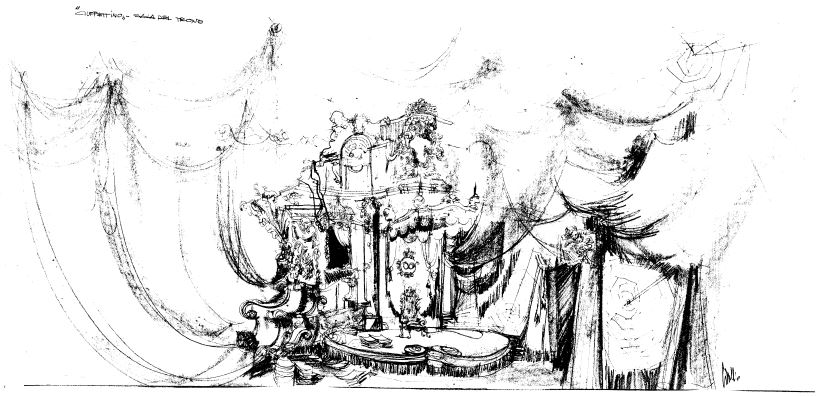
Le avventure di Ciuffettino - Sala del trono
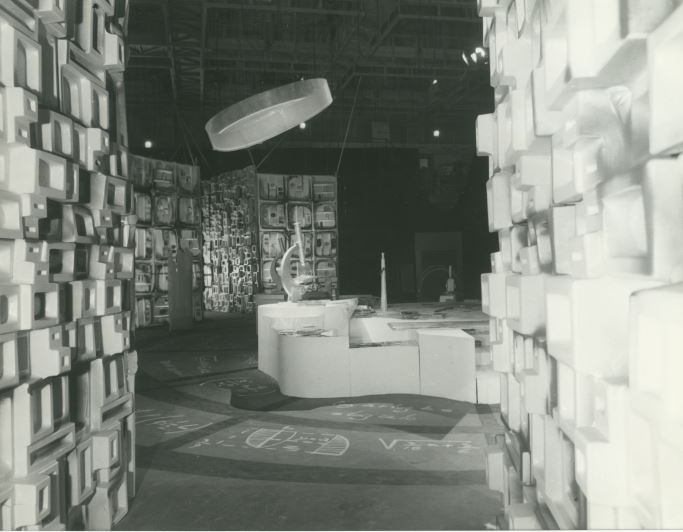
Le avventure di Ciuffettino - Scena della Città dei Sapienti
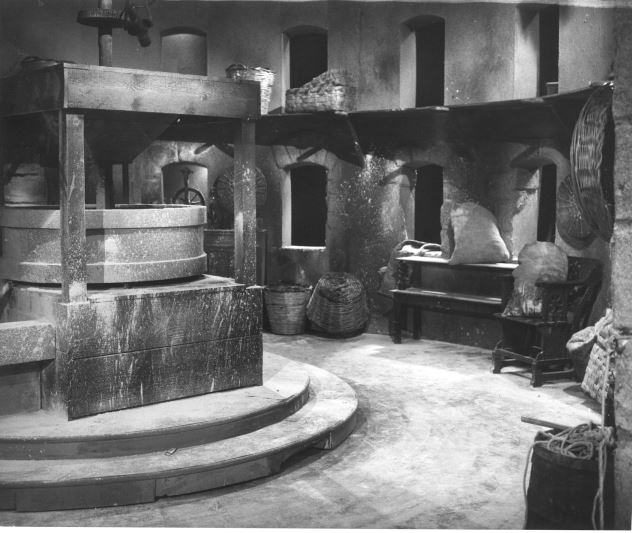
Le avventure di Ciuffettino - scena del mulino
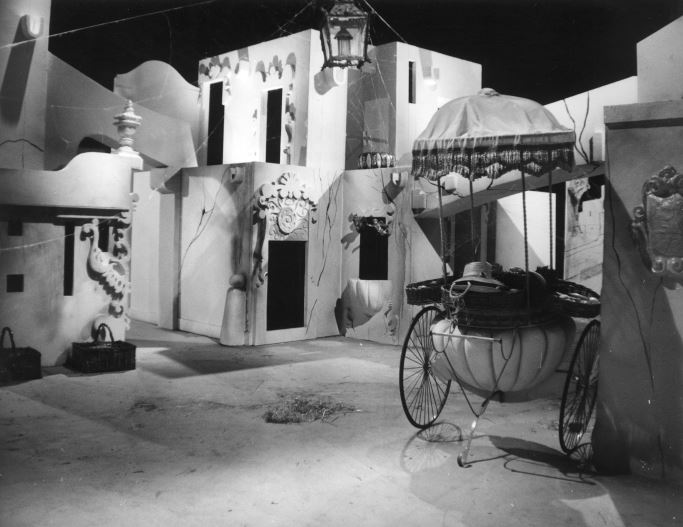
Le avventure di Ciuffettino - scena della Città dei Fannulloni
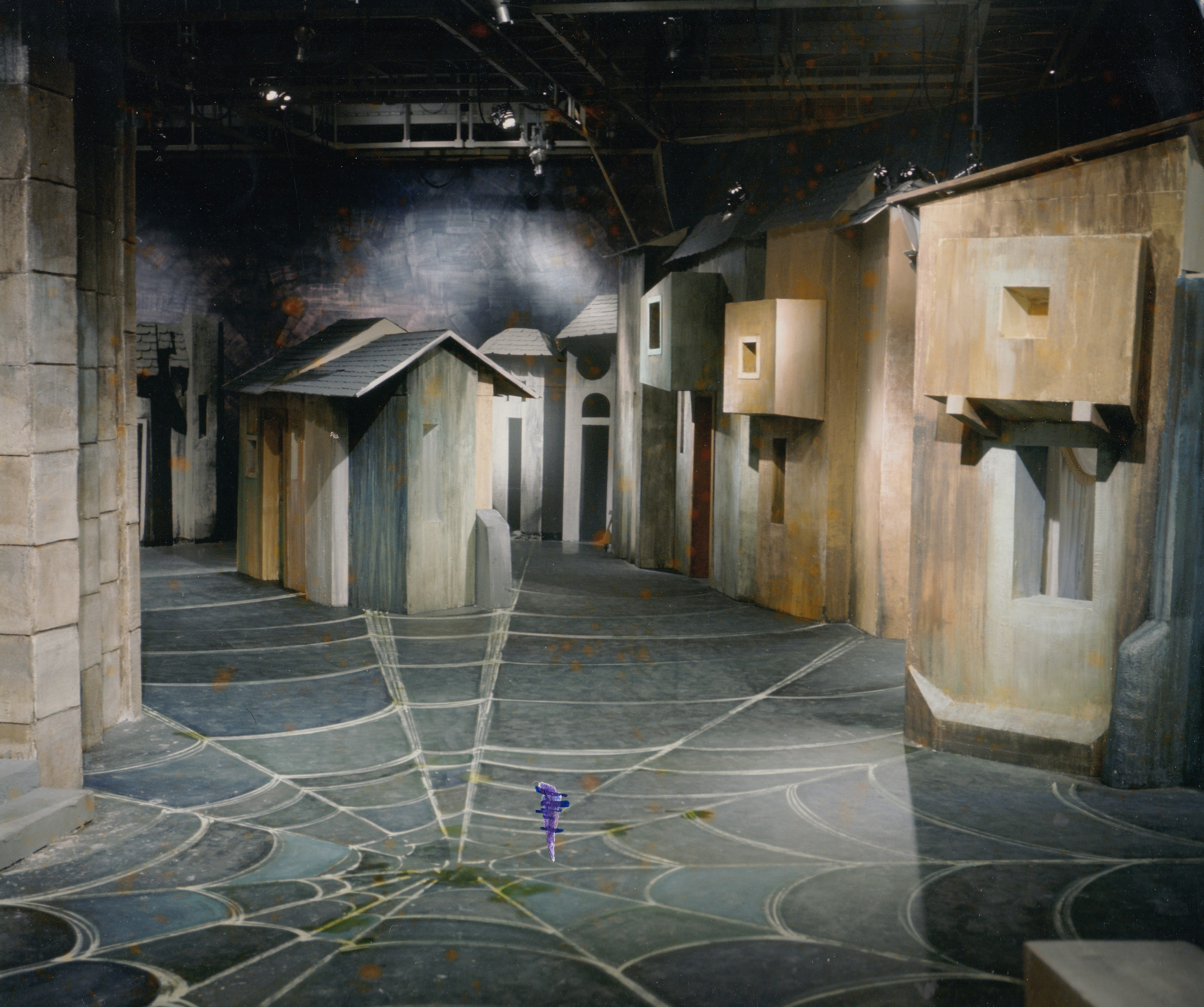
Scena da "Il drago" di E. Schwarz
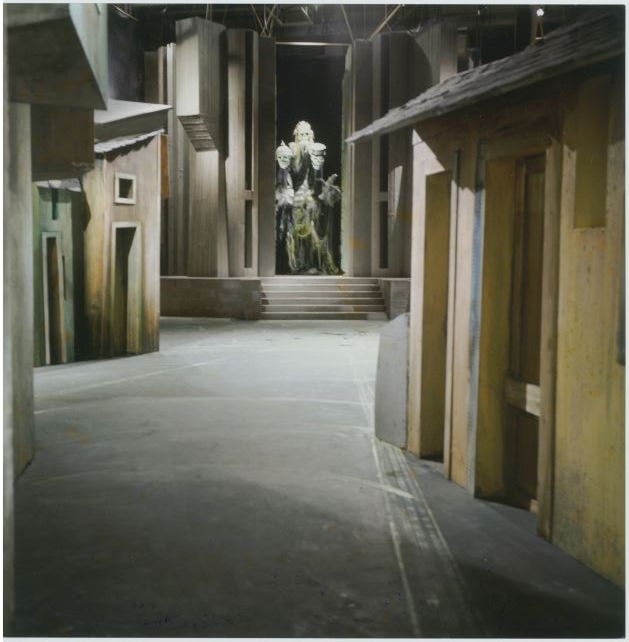
Scena di esterno - "Il drago" di E. Schwarz
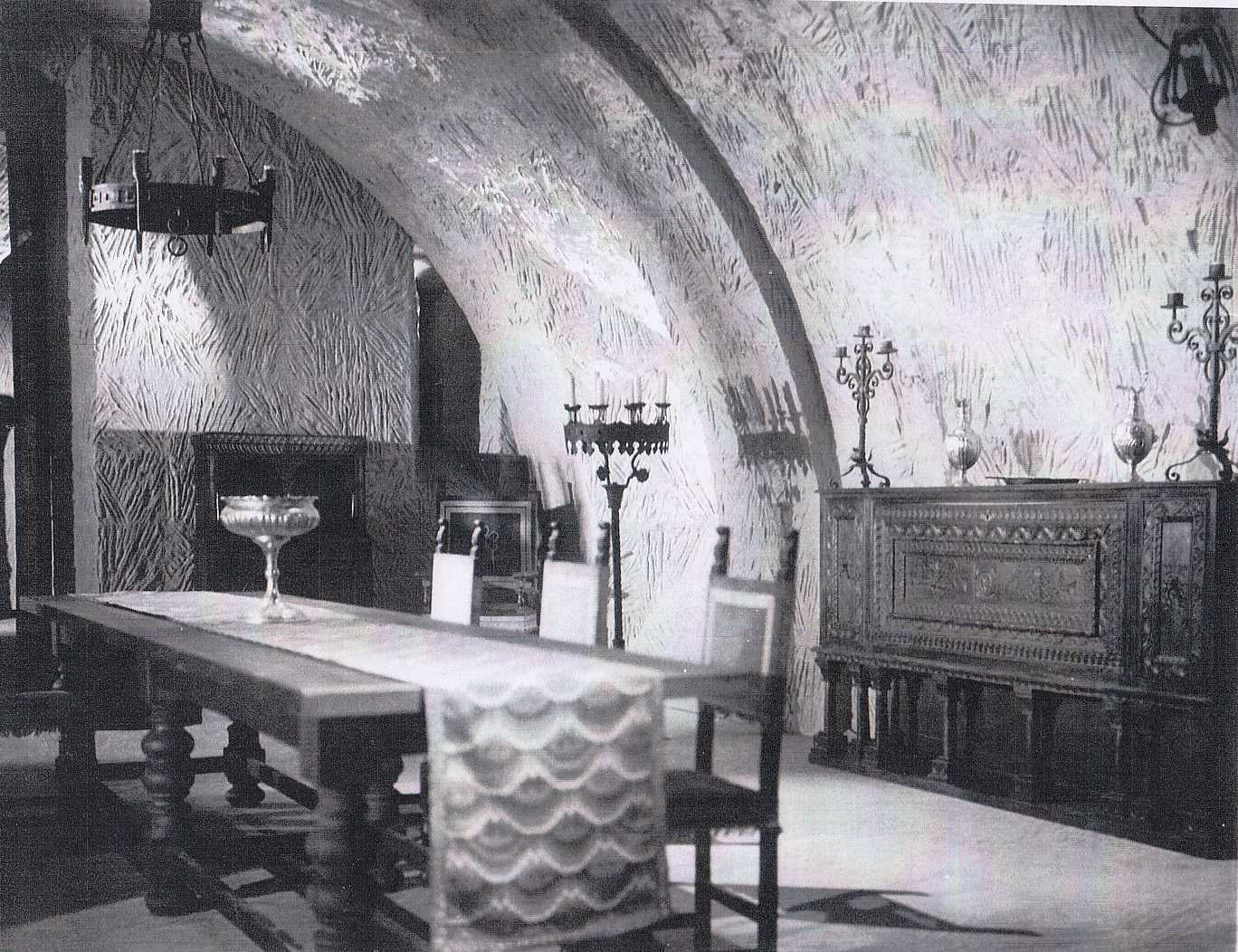
Scena da "Beatrice Cenci" del dramma di A. Moravia, sala ispirata da architetture della Val di Comino.
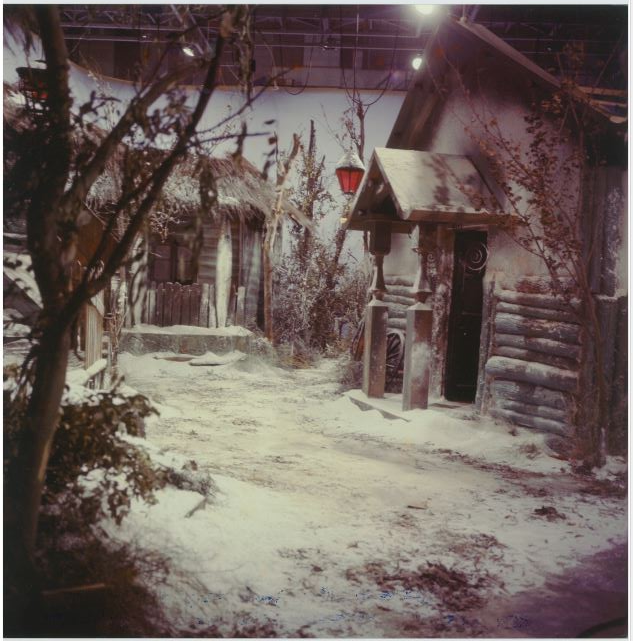
Scena esterna dallo sceneggiato "Dov'è Dio è amore" di L. Tolstoj